# Berglův palác
Berglův palác (také Berglerův palác, Berglerova vila, lidově Muzejka) je dům v Brně na rohu Moravského náměstí a Lidické ulice. Je chráněn jako kulturní památka České republiky.

## Historie

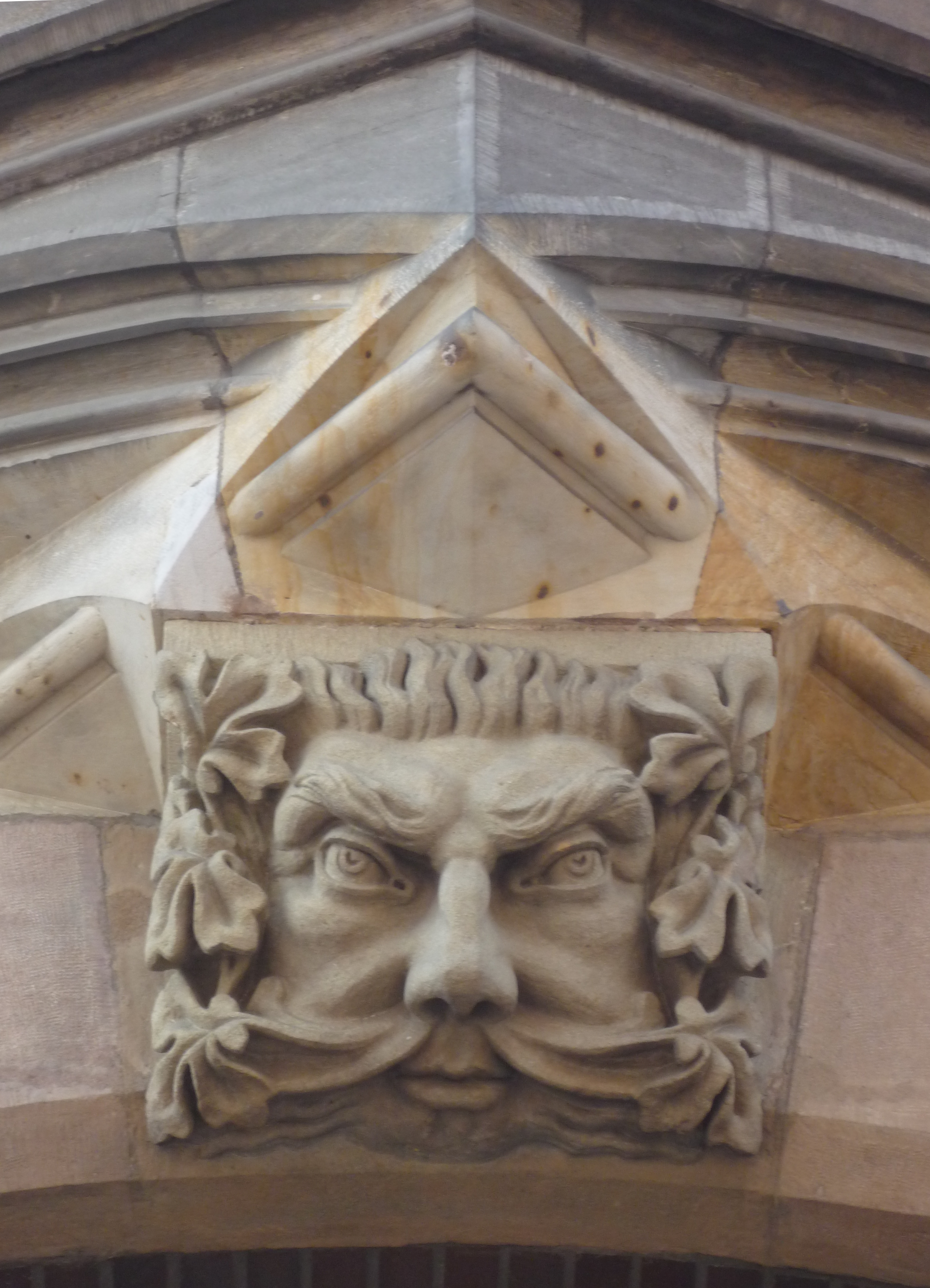
Detail na fasádě domu

Novorenesanční dům s novogotickou fasádou postavil v letech 1860–1863 obchodník s kůžemi Johann Bergl či Bergler (1823–1885). Podle brněnské historičky Mileny Flodrové se odborníci nemohou shodnout na názvu objektu, neboť není jasné, zda se původní majitel jmenoval Bergler či Bergl. Některé zdroje také uvádí, že dům se začal stavět v roce 1848.
Stavbu navrhl vídeňský architekt Heinrich Ferstel, autor nedalekého Červeného kostela a několika dalších brněnských staveb. V těchto místech stávaly brněnské hradby, které byly strženy a podobně jako Ringstraße ve Vídni se začala na jejich místě budovat Okružní třída (Ringstraße) s reprezentativními stavbami. Dům později patřil spolumajiteli textilní továrny Edmundu Bochnerovi (1832–1903). (Spolu s bratrem Theodorem již vlastnili palác Bochnerů na ulici Přízova.) V roce 1888 nechal Bochner přestavět prostory obchodu s kůžemi na kavárnu podle návrhu architekta Augusta Prokopa. Tu pronajal brněnskému kavárníkovi Ottu Biberovi (1837–1907), který sem přestěhoval svou kavárnu Café Biber ze sousední Lidické ulice. Byla to první brněnská kavárna s elektrickým osvětlením. Dům po Edmundu Bochnerovi zdědila jeho dcera Eugenie (1861–1937), která se provdala za Alfreda Kleina von Wiesenberg z podnikatelské rodiny Kleinů. (Kleinové již vlastnili Kleinův palác na dnešním náměstí Svobody.) Od Kleinů dům v roce 1915 koupil zemský poslanec, velkostatkář a předseda Obchodní a živnostenské komory Stefan Haupt von Buchenrode (1869–1954), který jej zase roku 1926 i s dalšími nemovitostmi prodal pražskému Zemědělskému muzeu. O dva roky později pak muzeum přenechalo budovu své brněnské pobočce. Název kavárny byl změněn na Kavárna Muzeum a mezi Brňany je od té doby známa jako „Muzejka“. Její interiéry v roce 1934 upravil Bohuslav Fuchs. V roce 1943 bylo muzeum zrušeno a stalo se sídlem Svazu pro zemědělství a lesnictví. Při ostřelování během osvobozování Brna v roce 1945 byl zasažen i palác. Muzeum, které mělo před válkou silné vazby na Agrární stranu, bylo po válce obnoveno pod národní správou, ale v roce 1948 nakonec zrušeno. Budovu získal Jednotný svaz českých zemědělců a po něm zde do 60. let 20. století sídlila Akademie zemědělských věd. V roce 1964 získala statut kulturní památky.
Po roce 1989 se zde vystřídalo několik nájemců a palác byl i několik let prázdný. V domě sídlí Francouzská aliance Brno (Alliance française de Brno) a od roku 2003 i Rakouský institut Brno. V prostorách bývalé kavárny bylo v roce 2016 plánováno otevření nové restaurace.

## Popis
Do paláce se vstupovalo přes nádvoří do velké schodišťové haly, která se dochovala dodnes. Strop nad dvouramenným schodištěm má štukovou výzdobu a stěny jsou obloženy mramorem. Na ozdobné mříži jsou Berglovy iniciály s letopočtem dokončení stavby. Exteriér je ve stylu tudorovské gotiky z neomítnutých cihel a s kamennými arkýři. Na nárožní vyhlídkové terase bývala zimní zahrada, kterou architekt Prokop v roce 1888 při přestavbě zrušil. Uvnitř budovy jsou tři přednáškové sály.